# Росси, Иньяцио
Иньяцио Лодовико Росси, Игнатий Росси (итал. Ignacio Rossi, Ignacio Lоdovico Rossi, 1706—1780) — скульптор-декоратор итальянского барокко. Происходил из потомственной семьи резчиков по камню италоязычной области Тичино (Тессинского кантона итальянской Швейцарии), родины многих, в том числе выдающихся, скульпторов и архитекторов. С 1724 года работал в «команде» Доменико Трезини в Санкт-Петербурге. В 1735—1736 годах под руководством М. Г. Земцова выполнял вместе с братом Джованни (Иваном) лепной декор стукко «Петровского зала» здания Двенадцати коллегий.
Росси осуществил декоративную лепку в интерьере церкви Симеона и Анны, также постройки Земцова.
Позднее Росси был занят на оформлении павильона «Грот» в Царском Селе по проекту Б. Ф. Растрелли (1750—1763). Брат Иньяцио — Джованни Росси, также «лепной мастер», в 1754—1764 годах руководил отделкой интерьеров Петергофского и Зимнего дворцов в Санкт-Петербурге по проектам Б. Ф. Растрелли.